# Oxyde d'ytterbium(III)
L'oxyde d'ytterbium(III) ou ytterbine est un composé inorganique de formule Yb2O3. C'est la forme la plus courante de l'élément chimique ytterbium. Il a été isolé pour la première fois en 1878 par Jean Charles Galissard de Marignac.

## Préparation
L'oxyde d'ytterbium(III) peut être obtenu en faisant réagir directement l'ytterbium avec l'oxygène :
4 Yb + 3 O2 -> 2 Yb2O3
Il peut également être obtenu par décomposition thermique du carbonate d'ytterbium ou de l'oxalate d'ytterbium à des températures voisines de 700°C :
Yb2(CO3)3 -> Yb2O3 + 3CO2
Yb2(C2O4)3 -> Yb2O3 + 3 CO2 + 3CO

## Propriétés

### Chimiques
L'oxyde d'ytterbium(III) est une poudre blanche. Il réagit avec le tétrachlorure de carbone ou l'acide chlorhydrique chaud pour former du chlorure d'ytterbium(III) :
2 Yb2O3 + 3 CCl4 -> 4 YbCl3 + 3 CO2
Yb2O3 + 6 HCl -> 2 YbCl3 + 3 H2O

### Physiques
Comme les autres oxydes trivalents des lanthanides les plus lourds, l'oxyde d'ytterbium(III) possède la structure "sesquioxyde de terres rares de type C" qui est liée à la structure fluorine avec un quart des anions enlevés, conduisant à des atomes d'ytterbium dans deux environnements différents de coordinence six (non-octaédrique).

## Utilisations
- Colorant pour verres et émaux[10]
- Dopant pour cristaux de grenat pour lasers à l'état solide
- Fibres optiques
- Additif pour alliages spéciaux et matériaux céramiques diélectriques[11]